# Hondeghem
Hondeghem (prononcé [ɔ̃dɡɛm] ; en néerlandais : Hondegem) est une commune française, située dans le département du Nord (59) en région Hauts-de-France.

## Géographie

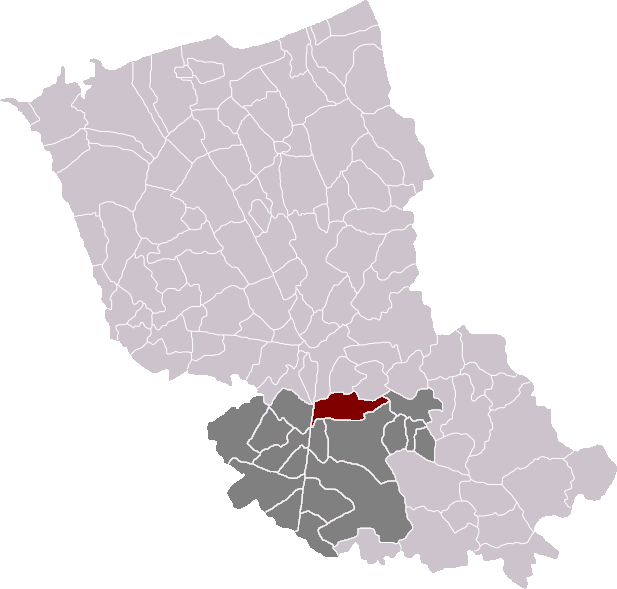
Hondeghem dans son canton et son arrondissement.

### Situation
Hondeghem se situe entre Hazebrouck et Cassel sur la route dite « des ambulances ».

### Communes limitrophes

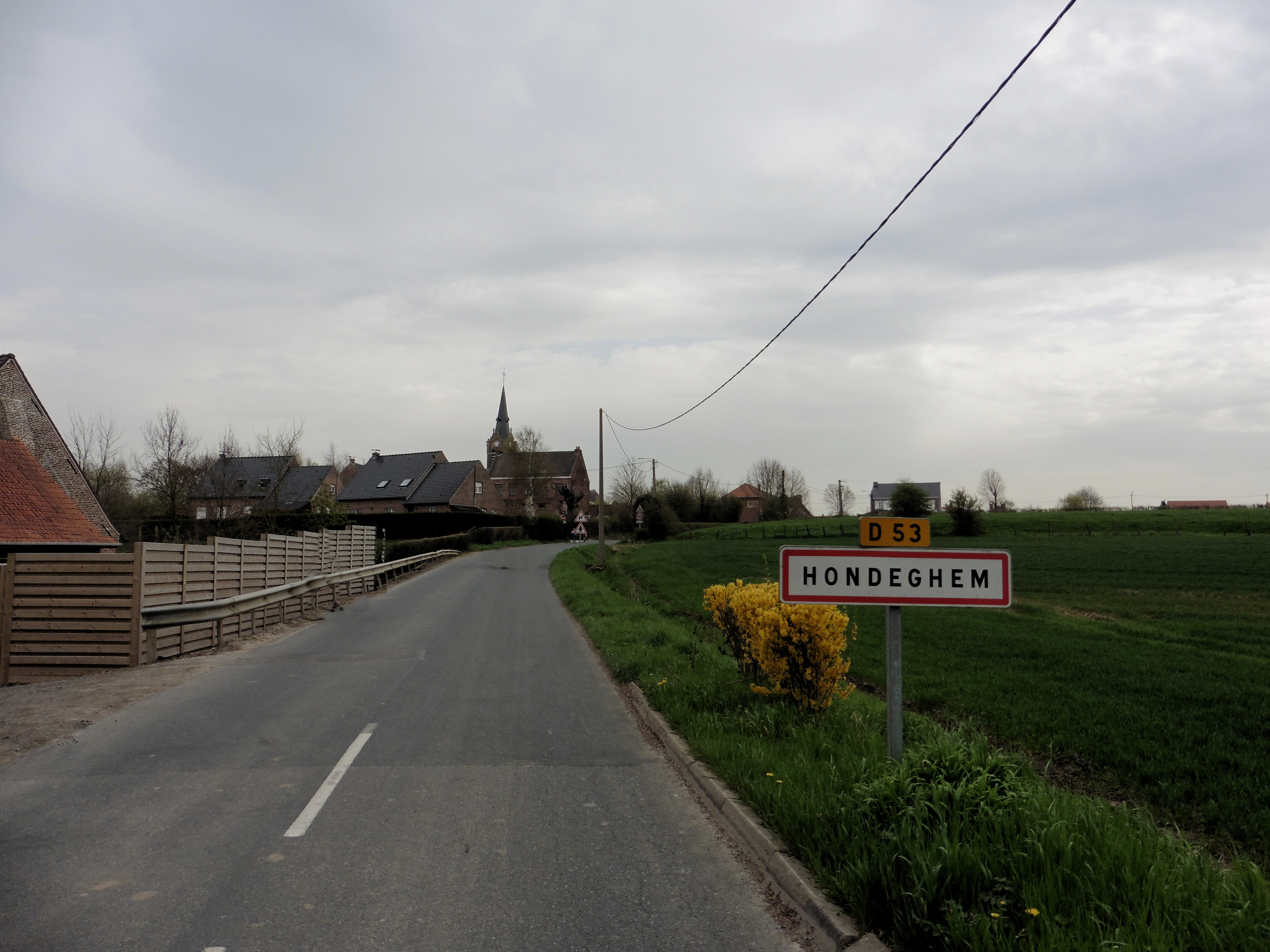
Panneau de signalisation d'entrée dans la commune d'Hondeghem sur la D53

| Cassel Oxelaëre Bavinchove | Sainte-Marie-Cappel | Saint-Sylvestre-Cappel |
| Staple                     | Hondeghem           | Caëstre                |
| Wallon-Cappel              | Hazebrouck          |                        |

### Hameaux et lieux-dits
- Valkhof, Steenberg, La Wissche, Briardé, Longue-Croix et Comté

### Hydrographie

#### Réseau hydrographique
La commune est située dans le bassin Artois-Picardie. Elle est drainée par la Bourre, la Becque de la bréarde et l'Hondsteen Becque,,.
La Bourre, d'une longueur de 19 km, prend sa source dans la commune de Lynde et se jette  dans le canal d'Hazebrouck en limite de Morbecqueet de Vieux-Berquin, après avoir traversé huit communes. 

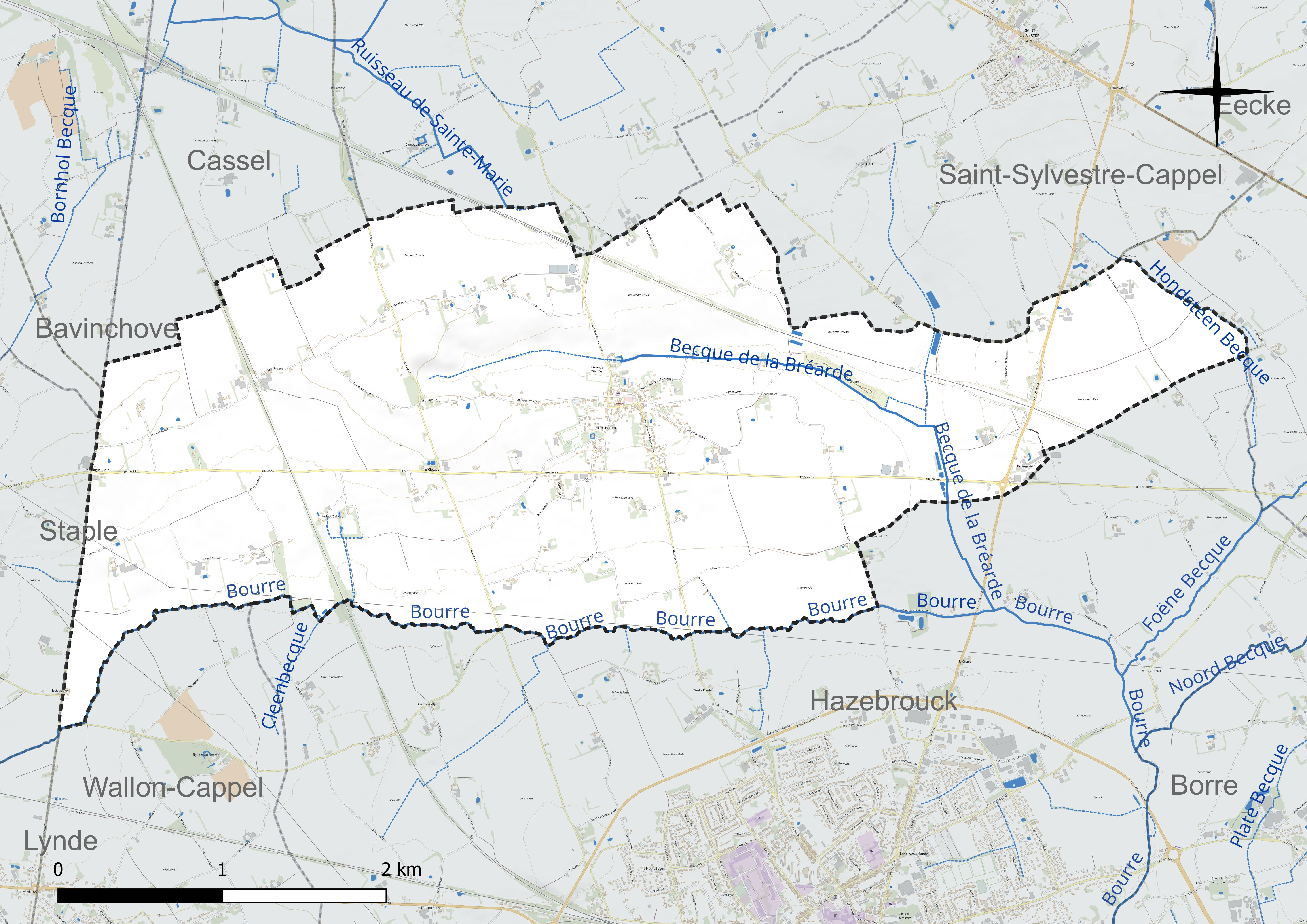
Réseau hydrographique d'Hondeghem.

#### Gestion et qualité des eaux
Le territoire communal est couvert par le schéma d'aménagement et de gestion des eaux (SAGE) « Lys ». Ce document de planification concerne un territoire de 1 835 km2 de superficie, délimité par le bassin versant de la Lys. Le périmètre a été arrêté le 29 mai 1995 et le SAGE proprement dit a été approuvé le 6 août 2010, puis révisé le 20 septembre 2019. La structure porteuse de l'élaboration et de la mise en œuvre est le syndicat mixte pour l'élaboration du SAGE de la Lys (SYMSAGEL). 
La qualité des cours d'eau peut être consultée sur un site dédié géré par les agences de l'eau et l'Agence française pour la biodiversité. 

### Climat
Pour des articles plus généraux, voir Climat des Hauts-de-France et Climat du Nord.
En 2010, le climat de la commune est de type climat océanique altéré, selon une étude du CNRS s'appuyant sur une série de données couvrant la période 1971-2000. En 2020, Météo-France publie une typologie des climats de la France métropolitaine dans laquelle la commune est exposée à un climat océanique et est dans la région climatique  Côtes de la Manche orientale, caractérisée par un faible ensoleillement (1 550 h/an) ; forte humidité de l'air (plus de 20 h/jour avec humidité relative > 80 % en hiver), vents forts fréquents. 
Pour la période 1971-2000, la température annuelle moyenne est de 10,6 °C, avec une amplitude thermique annuelle de 13,7 °C. Le cumul annuel moyen de précipitations est de 750 mm, avec 13 jours de précipitations en janvier et 8,6 jours en juillet. Pour la période 1991-2020, la température moyenne annuelle observée sur la station météorologique la plus proche, située sur la commune de Steenvoorde à 7 km à vol d'oiseau, est de 11,2 °C et le cumul annuel moyen de précipitations est de 727,8 mm,. Pour l'avenir, les paramètres climatiques de la commune estimés pour 2050 selon différents scénarios d'émission de gaz à effet de serre sont consultables sur un site dédié publié par Météo-France en novembre 2022.

## Urbanisme

### Typologie
Au 1er janvier 2024, Hondeghem est catégorisée bourg rural, selon la nouvelle grille communale de densité à sept niveaux définie par l'Insee en 2022.
Elle est située hors unité urbaine. Par ailleurs la commune fait partie de l'aire d'attraction d'Hazebrouck, dont elle est une commune de la couronne,. Cette aire, qui regroupe 11 communes, est catégorisée dans les aires de moins de 50 000 habitants,.

### Occupation des sols
L'occupation des sols de la commune, telle qu'elle ressort de la base de données européenne d'occupation biophysique des sols Corine Land Cover (CLC), est marquée par l'importance des territoires agricoles (97,5 % en 2018), une proportion sensiblement équivalente à celle de 1990 (98 %). La répartition détaillée en 2018 est la suivante : 
terres arables (97,5 %), zones urbanisées (2,5 %). L'évolution de l'occupation des sols de la commune et de ses infrastructures peut être observée sur les différentes représentations cartographiques du territoire : la carte de Cassini (XVIIIe siècle), la carte d'état-major (1820-1866) et les cartes ou photos aériennes de l'IGN pour la période actuelle (1950 à aujourd'hui).

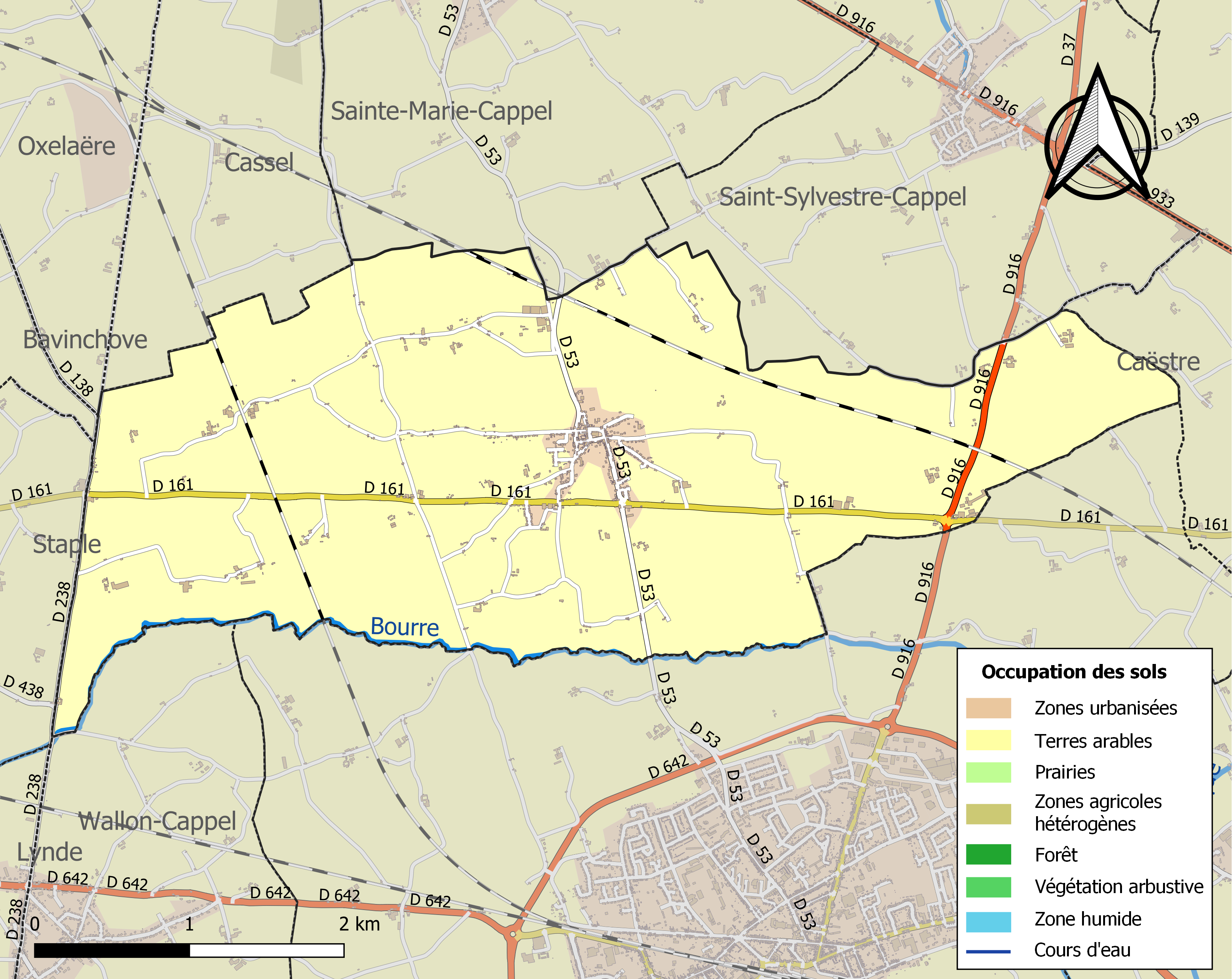
Carte des infrastructures et de l'occupation des sols de la commune en 2018 (CLC).

## Géologie
- Dans le sable argileux du limon se trouvent des concrétions ferrugineuses qui ont la forme de petites baguettes d'un centimètre au plus de diamètre, traversées, dans l'axe par un tube effilé de la grosseur d'une aiguille[17].

## Toponymie
- 1152 :Hundigehem[18]
- XIIe siècle Œdeghem : titre du chapitre de Cambrai[19]
- 1332 : Kienville : 1er cartulaire de la dame de Cassel Maison du Chien
- 1559 : Quienville : division des Diocéses (Mirœus)
- 1560 : Canisvilla : Id.
- 1698 : Quienville : Cartulaire de l'Abbaye du repos de Notre-Dame de Marquette

Odeghem, Otteghem : Meyer, Annal.Fland.
Hondeghem, Hondegem, Hondehem
Nom de lieu d’origine Flamande, désignant un lieu avec des chiens Hund (allemand) hound (anglais) ou peut être des loups. 
La transcription médiévale du toponyme en Kienville retient cette origine le « ch » de chien se prononçant « k » en langue régionale Romane.

## Histoire

### Âge de fer
L'occupation est attestée à la fin de La Tène, ou second Âge du Fer, ce qui correspond à la fin du Ier siècle av. J.-C. Des fouilles ont eu lieu à la Bréarde en 1989, occasionnées par les travaux du TGV Nord. Elles ont révélé des enclos et fossés, ainsi que des fragments de céramiques et d'ossements. La fonction du site n'est pas élucidée (structure funéraire, habitat...).

### Gaule romaine
En 12 av. J.-C, la Gaule d'Auguste est constituée de trois provinces. Hondeghem se trouve dans la Gaule belgique, et plus précisément est située sur le territoire de la cité des Ménapiens dont la capitale est Castellum Menapiorum (Cassel).

### Fin de l'Empire romain
Peu de sources concernent la période franque. Saint Omer christianise la région VIIe siècle et donne son nom à la ville de Saint-Omer, distante d'une vingtaine de kilomètres. L'église d'Hondeghem se trouve sous patronage de ce saint, comme celles d'une douzaine d'églises des environs immédiats.

### Comté de Flandre
En 862, Baudouin Ier est fait comte de Flandre par le roi des Francs Charles II le Chauve, petit-fils de Charlemagne. Hondeghem fait partie dès le début du comté de Flandre, qui dépend de la couronne de France. Hondeghem fait aussi partie de la châtellenie de Cassel, fondée au cours du XIe siècle, peut-être par Robert Ier de Flandre.
En 1276, la dîme de Kienville est détenue par le chevalier Gilles de Haverskerque qui la vend au chapitre de Thérouanne.
Du point de vue religieux, la commune était située dans le diocèse de Thérouanne puis dans le diocèse d'Ypres, doyenné de Cassel.

### Les seigneurs d'Hondeghem
Il y a eu plusieurs seigneuries à Hondeghem : la Wissche (souvent nommée Hondeghem ou Quienville), les trois seigneuries de Briaerde ou Bryaerde (Westbriaerde, Oostbriaerde et Noorwestbriaerde), Calverdans, Valckhof ou Valckhove. Les seigneurs connus de chaque seigneurie sont détaillés ci-après. Les dates entre parenthèses sans précision correspondent à la date du relief, c'est-à-dire, dans le système féodal, au moment où l'héritier de la seigneurie rend hommage à son seigneur pour reprendre le fief.

#### La seigneurie de la Wissche

##### Jusqu'en 1632
- Jean d'Ypres (famille de Reninge)
  - Philippe d'Ypres, chevalier, grand-bailli de Cassel et d'Ypres, fils du précédent. Seigneur d'Hondeghem, cité entre 1275 et 1283
    - Philippe d'Ypres, fils du précédent. Bailli de Gand, cité dans le cartulaire de la chartreuse Val de Sainte-Aldegonde à Saint-Omer jusqu'en 1322. Marié à Aelis d'Ecout, probablement sans postérité
    - Guillaume d'Ypres, chevalier, frère du précédent
      - Jeanne d'Ypres, fille de Guillaume, mariée à Jean de Wisque (en Artois)
        - Béatrix, dame de Wisque et de Kienville, citée en 1376. Sans doute fille du couple précédent.
        - Marguerite de Wisque, autre fille du couple précédent. Épouse Jacques de Sainte-Aldegonde, seigneur de Nortkelmes (ou Nortquelmes, ou Noircarmes)
          - Pierre de Noortkelme (de Sainte-Aldegonde), fils de Jacques (1420 ou 1421)
            - Jean de Sainte-Aldegonde, fils de Pierre (1437 ou 1438)
              - Antoine de Sainte-Aldegonde, fils de Jean (1453 ou 1454)
              - Bonne de Sainte-Aldegonde, sœur du précédent. 1454. Mariée à Oudart de Renty, seigneur d'Embry, fils d'Eustache et de Bonne de Joigny
                - Jean de Renty, sous doute fils d'Oudart. Entré en religion, prévôt d'Aire-sur-la-Lys
                  - Nicole de Renty, nièce du précédent ou, selon certaines généalogies, sa sœur, et épouse de François de Tilques (1538 ou 1540)
                  - Oudart de Renty, frère de Nicole, marié à Barbe de Pas, sans postérité
                    - Oudart de Renty, neveu du précédent, fils de Louis et d'Adrienne de Griboval. Épouse Françoise de Ercourt. (1544 ou 1546)
                      - Marie de Renty, fille du couple précédent, comtesse de Bruay, morte en 1632.

Marie de Renty se marie trois fois, la dernière avec Gaston de Spinola, gouverneur du Limbourg, né à Palerme et mort avant 1612 probablement aux Pays-Bas espagnols. En 1610, elle hypothèque la seigneurie de Wissche (ainsi que celle de Westbriaerde) pour régler les dettes de son mari. Elle finit par la vendre vers 1619 à Philippe de Horosco.

##### 1619-1698, famille de Horosco ou d'Orosco
Philippe de Horosco, vicomte héréditaire et grand-bailli de Bergues de 1610 à 1646, fait chevalier en 1614. Il est né à Bruges, fils de Don Pedro, capitaine au service de l'Espagne et de Jacqueline van Steeland (ou de Steeland). Il se marie deux ou trois fois, et a eu au moins treize enfants dont beaucoup seraient morts en bas âge (1619)
Marie-Charlotte (ou Marie-Caroline) de Horosco, baptisée à Bergue en 1626. Elle épouse Guillaume-Albert van Eeckeren, qui fait dresser le terrier des seigneuries dont celle de Wissche et de Westbriaerde.
En 1630, Philippe de Massiet, dont la femme est apparentée aux de Horosco, donne procuration sur les seigneuries la Wissche et de Westbriaerde, mais il ne semble pas avoir été possesseur effectif des terres.

##### 1698-1789, Abbaye de Marquette
En 1698, Marie-Charlotte de Horosco vend la seigneurie de Wissche à l'Abbaye de Marquette, qui la possédait encore en 1789.

#### Les seigneuries de la Briaerde ou Bryaerde
Les trois terres formaient sans doute un même domaine à l'origine, probablement une vaste bruyère

##### Seigneurie de Westbriaerde
Parfois appelée Nederbreart ou Nederbryaerde
- Willaume d'Ebblinghenm, d'une famille de chevaliers, avant 1387
  - Perceval d'Ebblinghem (1387), parent du précédent, qui vend la terre à "la femme de Thierry d'Hazebrouck"

- Thierry d'Hazebrouck (le même que ci-dessus, ou son fils du même nom) cède Westbriaerde en 1441-1442 à Jean de Sainte-Aldegonde

Puis Westbriaerde a les mêmes seigneurs que la seigneurie de Wissche : familles de Sainte-Aldegonde ou Noircarmes, puis de Renty, et vente à Philippe d'Horosco. Ensuite :
- Marie-Charlotte (ou Marie-Caroline) de Horosco
- Jacques-Louis d'Hocquinghem, écuyer, bourgmestre des villes et chatellenie de Furmes, époux en secondes noces de Charlotte-Philippine (ou Caroline-Philippine) de Horosco, sœur de Marie-Charlotte
  - Marie-Caroline d'Hocquinghem, fille des précédents,
    - épouse de Jean-François de Clichtove, seigneur de Gullegem
      - Louise van den Clinchtove, fille du premier lit, morte célibataire à Gand en 1767

    - épouse Jean-Baptiste-François de la Torre (ou de la Tour), seigneur d'Escaudon
      - Pétronille-Françoise ou Pétronille-Ferdinande de la Torre (ou de la Tour), dame de Westbriarde (1768), morte à Gand en 1784.

Il ne semble pas ensuite y avoir eu de successeurs.

##### Seigneurie d'Oostbriaerde
- Gauwain du Briart ou van Briaerde, écuyer, mort en 1396
  - Agnes du Briart ou van Briaerde, fille du précédent. Épouse Enguerrand de Cerf
    - Pierre (ou Mauroy) de Cerf, seigneur d'Oudenhove, fils du couple précédent
    - Marie du Cerf, sœur du précédent. Épouse François de la Tour.
      - Philippe de la Tour, petit fils de François de la Tour, fils d'Elias de la Tour et Claire de la Tannerie. Receveur du domaine de Bailleul de 1535 à 1544. Épouse Louis de la Coornhuuse
        - François de la Tour, fils du couple précédent, homme de guerre et bailli de Jean de Stavele qui est grand-bailli de Cassel. Épouse Marie de Waterleet
          - Philippe de la Tour, fils du précédent. Épouse Louis Wyts, fille de Jérôme, seigneur de Calverdans
            - Jérôme de la Tour, seigneur d'Oostbriaerde et de Calverdans. Il est l'un des bienfaiteurs du couvent des récollets à Cassel. Épouse Eléonore de Wasquehal
              - Wallerant-Philippe de la Tour, fils du précédent, mort à Cassel en 1688. Épouse Adrienne de Waterleet
                - Philippe-Norbert de la Tour, décédé célibataire à Cassel, 1701
                - Pierre-Adrien de la Tour, frère du précédent, chanoine de Notre-Dame à Cassel, décédé en 1704

Puis passe à la famille van Cappel, par achat
- Charles-François van Cappel, fils du couple précédent, écuyer, premier noble vassal de la châtellenie de Cassel, mort en 1708. Épouse Isabelle-Claire Billiet
  - Ignace-Joseph van Cappel, fils du précédent, premier noble vassal de la châtellenie de Cassel, fait chevalier en 1758, meurt en 1761. Épouse en secondes noces Marie-Isabelle del Villar
    - Ignace-Hubert-Félix van Cappel de Briaerde, chevalier, vicomte héréditaire de Bergues, avocat en parlement. Meurt célibataire à Cassel le 27 mars 1818.

Ignace-Hubert-Félix van Cappel est le dernier seigneur d'Oostbriaerde.

##### Seigneurie de Noordwestbriaerde
Les possesseurs connus de cette terre sont
- Catherine de Jongherick
  - donation de la précédente à Nicolas Cotteel (1636)
    - puis Melchior Top
      - Louis-Cornil Colpaert, "bailli et mari" de Marie-Jeanne Top, fille de Melchior Top (1696)
      - Marie-Anne-Thérèse Colpaert, fille du précédent
        - Nicolas-Louis Bieswal, demeurant à Bailleul, fils de la précédente

##### Seigneurie de Calverdans
- Willemine du Gardin vend la seigneurie en 1402 ou 1403
  - Gauwin de l'Eschaghe
    - Winoc Wyts, époux d'Henriette du Bois ou van den Houtte
      - Jérôme Wyts, fils du précédent (vers 1458)
        - Jérôme Wyts, fils du précédent (1494)
          - Jean Wyts, fils du précédent
            - Colaert Wyts, fils de Jean (vers 1544)
              - Jérôme Wyts, seigneur de Campaigne à Sainte-Marie-Cappel, mort en 1578. Épouse Catherine van den Houtte
                - Philippe Wyts, fils du précédent, sans postérité
                  - Jérôme de la Tour, neveu du précédent, seigneur d'Oostbriaerde
                    - Anne de la Tour, fille du précédent, morte célibataire à Cassel en 1702
                      - Pierre-Adrien de la Tour, neveu de la précédente, seigneur d'Oostbriaerde, décédé en 1704
                      - Isabelle-Thérèse-Adrienne-Louise (de la Tour?), cousine du précédent

puis, par rachat
- Philippe-Jacques Minet, fils du précédent (1731). Épouse Anne Cruyke
  - Jeanne Minet, fils des précédents, née à Ebblinghem en 1737, mariée en 1763 avec Robert-Joseph van de Goesteene, licencié ès-lois à Louvain, conseiller pensionnaire de Poperinge, mort au même lieu en 1788. Il était le fils de Jean-Grégoire van de Goesteene, licencié ès-lois, avocat au Conseil de Flandre, notable, conseiller et bailli de Poperinge, et de Rosalie-Agnès van der Fosse
    - Jean Baptiste van de Goesteene, fils des précédents, né en 1770 et décédé en 1815, à Poperinge

Jean Baptiste van de Goesteene est le dernier seigneur de Calverdans

### Diverses mentions de Hondeghem dans les sources
- En 1248, Aegidius de Haverskerque fit don à l'Abbaye de Watten de sa dîme sur le fief appelé « Kakebil » situé à Hondeghem[27].
- Le 10 mars 1427 à Bruges Philippe, Duc de Bourgogne, comte de Flandre voulant relever l'industrie textile de la draperie accorde aux habitants d'Ypres le privilège suivant :  « tellement renommée par tous pays et nacions tant de chrestienneté comme d'autres » et voulant mettre fin à la fabrication de draps dans plusieurs villages non privilégiés tels que Hondegehem « nul ne pourra tisser ou fouler publiquement ou occultement du drap dans aucun villages des châtellenies d'Ypres, de Bailleul, de Cassel et de Warneton sous peine d'amende de soixante livres parisis, de saisie d'ouvrage et d'un an de bannissement hors des terres de Flandres »[28].
- En 1430, les vicaires-généraux de Thérouanne (le siège du Diocèse de Thérouanne  étant alors vacant) confirmèrent l'institution d'une confrérie de la Sainte-Vierge établie à Hondeghem [29].
- Le 9 novembre 1444 le pape Eugène IV accorda des indulgences à cette confrérie par une bulle.
- En 1570 la commune d'Hondeghem est dotée de registres d'état civil[30].
- Le 22 septembre 1659, procès en sorcellerie de Thomas Looten pour des faits s'étant déroulés en partie sur le territoire d'Hondeghem[31]. « ...qu'il a reçu du diable susnommé de la poudrette verte pour exercer ses sorcelleries, ainsi qu'il l'a fait à Hondeghem, en ensorcelant un veau rouge blanchâtre qui était là ». Thomas Looten a avoué que ses complices sont et ont été au sabbat Caloentye, François Van-Lene demeurant à Hondeghem[32].

Les Seigneurs de la Wissche, venus d'Artois au XIVe siècle, prirent le nom de Hondeghem et Guillaume de Hondeghem obtint du duc de Bourgogne, dont il était chambellan le titre de « seigneur du Pays ». En 1615, par lettres datées de Bruxelles, est attribué le titre de vicomte pour le fief de Houdeghem, tenu de la Cour de Cassel (cour féodale de Cassel, faisant partie du domaine des souverains), au profit de Thomas van Houdeghem, seigneur du lieu, qui a comme ses aïeux Antoine et Jacques van Houdeghem, servi fidèlement les princes de ce pays.
Philippe de Horosco était seigneur au XVIIe siècle, après sa mort, sa fille Charlotte vendit à l'Abbaye de Marquette, en 1698, le patronage de l'Église.
La Commune d'Hondeghem faisait partie autrefois du diocèse d'Ypres en Belgique.

### XIXeetXXesiècles
En 1895, avant le développement de l'automobile, et à l'époque des petits trains dans les campagnes, une voie ferrée relie Hondschoote à Hazebrouck, via Rexpoëde,  Bambecque, Herzeele, Winnezeele, Steenvoorde, Terdeghem, Saint-Sylvestre-Cappel, Hondeghem, Weke-Meulen. Le trajet dure 1h35, trois trains circulent par jour dans les deux sens. De Rexpoëde, une autre ligne mène à Bergues.

## Héraldique
|  | Les armes de Hondeghem se blasonnent ainsi : « D'argent à une fasce bretessée et contre-bretessée de gueules. » |

## Politique et administration
Maire de 1802 à 1807 : Jacq. Maes,.
| Période                                  | Période   | Identité            | Étiquette | Qualité                                                                                              |
| ---------------------------------------- | --------- | ------------------- | --------- | --- |
| 19 mars 1794,                            | -         | Jacques Maes        |           | |
| -                                        | 1816      | Eugène Dequidt      |           | |
| 1854                                     | 1854      | Mr Valckenaere      |           | |
| 1878                                     | 1878      | H. De Clerck        |           | |
| 1883                                     | 1883      | H. De Clerck        |           | |
| 1887                                     | 1900      | H. De Clerck        |           | |
| 1901                                     | 1901      | F. Asseman          |           | |
| 1902                                     | 1908      | A. Debuyser         |           | |
| 1908                                     | 1939      | H. Duquenne         |           | |
| 1951                                     | 1971      | Germain Dubrulle    |           | |
| 1971                                     | 1978      | R. Dubrulle         |           | |
| ?                                        | 1989      | Régis Dubrulle      |           | |
| mars 1989                                | mars 2008 | Jean-Pierre Laczny  | UMP       | Conseiller général du Canton d'Hazebrouck-Nord, Président de la Communauté de communes de l'Houtland |
| mars 2008                                | En cours  | Jean-Pierre Feramus | SE        | |
| Les données manquantes sont à compléter. |           |                     |           | |

## Population et société

### Démographie

#### Évolution démographique
L'évolution du nombre d'habitants est connue à travers les recensements de la population effectués dans la commune depuis 1793. Pour les communes de moins de 10 000 habitants, une enquête de recensement portant sur toute la population est réalisée tous les cinq ans, les populations de référence des années intermédiaires étant quant à elles estimées par interpolation ou extrapolation. Pour la commune, le premier recensement exhaustif entrant dans le cadre du nouveau dispositif a été réalisé en 2008.

En 2022, la commune comptait 915 habitants, en évolution de −5,67 % par rapport à 2016 (Nord : +0,51 %, France hors Mayotte : +2,11 %).
| 1793  | 1800  | 1806  | 1821  | 1831  | 1836  | 1841  | 1846  | 1851  |
| ----- | ----- | ----- | ----- | ----- | ----- | ----- | ----- | ----- |
| 1 329 | 1 457 | 1 537 | 1 399 | 1 375 | 1 425 | 1 419 | 1 375 | 1 345 |

| 1856  | 1861  | 1866  | 1872  | 1876  | 1881  | 1886  | 1891  | 1896  |
| ----- | ----- | ----- | ----- | ----- | ----- | ----- | ----- | ----- |
| 1 314 | 1 325 | 1 297 | 1 352 | 1 388 | 1 385 | 1 337 | 1 301 | 1 216 |

| 1901  | 1906  | 1911  | 1921 | 1926 | 1931 | 1936 | 1946 | 1954 |
| ----- | ----- | ----- | ---- | ---- | ---- | ---- | ---- | ---- |
| 1 137 | 1 047 | 1 023 | 979  | 931  | 853  | 844  | 865  | 788  |

| 1962 | 1968 | 1975 | 1982 | 1990 | 1999 | 2006 | 2008 | 2013 |
| ---- | ---- | ---- | ---- | ---- | ---- | ---- | ---- | ---- |
| 738  | 675  | 712  | 835  | 898  | 936  | 945  | 948  | 972  |

| 2018 | 2022 | - | - | - | - | - | - | - |
| ---- | ---- | - | - | - | - | - | - | - |
| 932  | 915  | - | - | - | - | - | - | - |

#### Pyramide des âges
La population de la commune est relativement jeune.
En 2018, le taux de personnes d'un âge inférieur à 30 ans s'élève à 35,6 %, soit en dessous de la moyenne départementale (39,5 %). À l'inverse, le taux de personnes d'âge supérieur à 60 ans est de 22,8 % la même année, alors qu'il est de 22,5 % au niveau départemental.
En 2018, la commune comptait 454 hommes pour 478 femmes, soit un taux de 51,29 % de femmes, légèrement inférieur au taux départemental (51,77 %).
Les pyramides des âges de la commune et du département s'établissent comme suit.
| Hommes | Classe d’âge | Femmes |
| ------ | ------------ | ------ |
| 0,2    | 90 ou +      | 0,2    |
| 4,6    | 75-89 ans    | 5,9    |
| 17,2   | 60-74 ans    | 17,4   |
| 24,2   | 45-59 ans    | 22,8   |
| 18,3   | 30-44 ans    | 18,0   |
| 16,5   | 15-29 ans    | 16,9   |
| 18,9   | 0-14 ans     | 18,8   |

| Hommes | Classe d’âge | Femmes |
| ------ | ------------ | ------ |
| 0,5    | 90 ou +      | 1,4    |
| 5,3    | 75-89 ans    | 8,1    |
| 14,8   | 60-74 ans    | 16,2   |
| 19,1   | 45-59 ans    | 18,4   |
| 19,5   | 30-44 ans    | 18,7   |
| 20,7   | 15-29 ans    | 19,1   |
| 20,2   | 0-14 ans     | 18     |

## Culture locale et patrimoine

### Lieux et monuments
- Un précédent monument religieux datant du XIe siècle existait à Hondeghem.
- Église du XIIIe siècle à trois nefs en croix latine, sur le transept un clocher roman sur le côté nord en pierre calcaire de Saint-Omer, le côté sud en moellon brut de Cassel. Une des cloches portait l'inscription « Anno Domini MCCC Maria is mine name. Drie gebroederen maecketen mi Bequ Vannokerleme. L'an su sergneur 1400. Marie est mon nom. Trois frées du nom Bequ Vannokerlme m'ont fondue ».
- Un château de la famille D'Hondeghem.

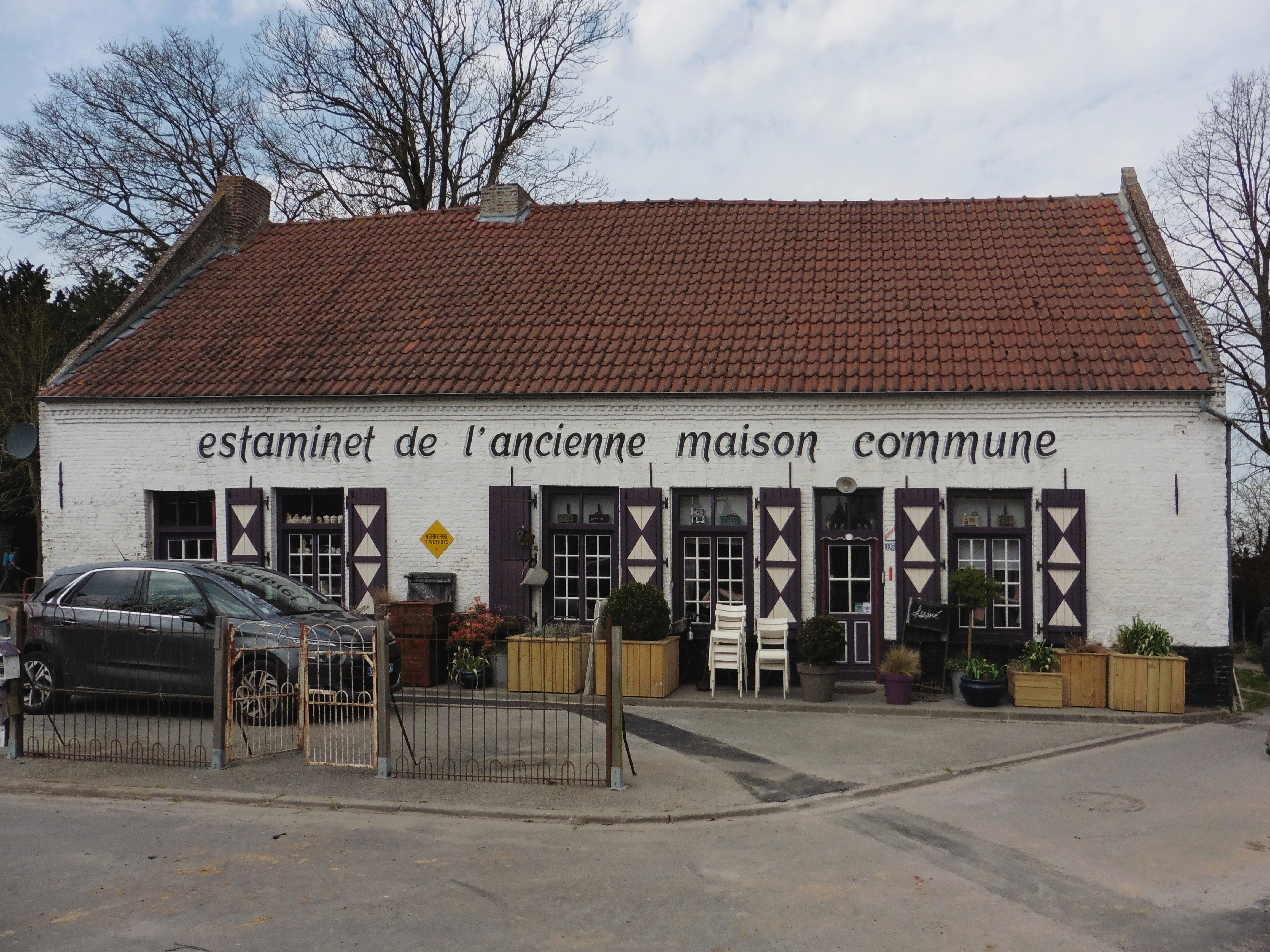
Estaminet de l'ancienne maison commune
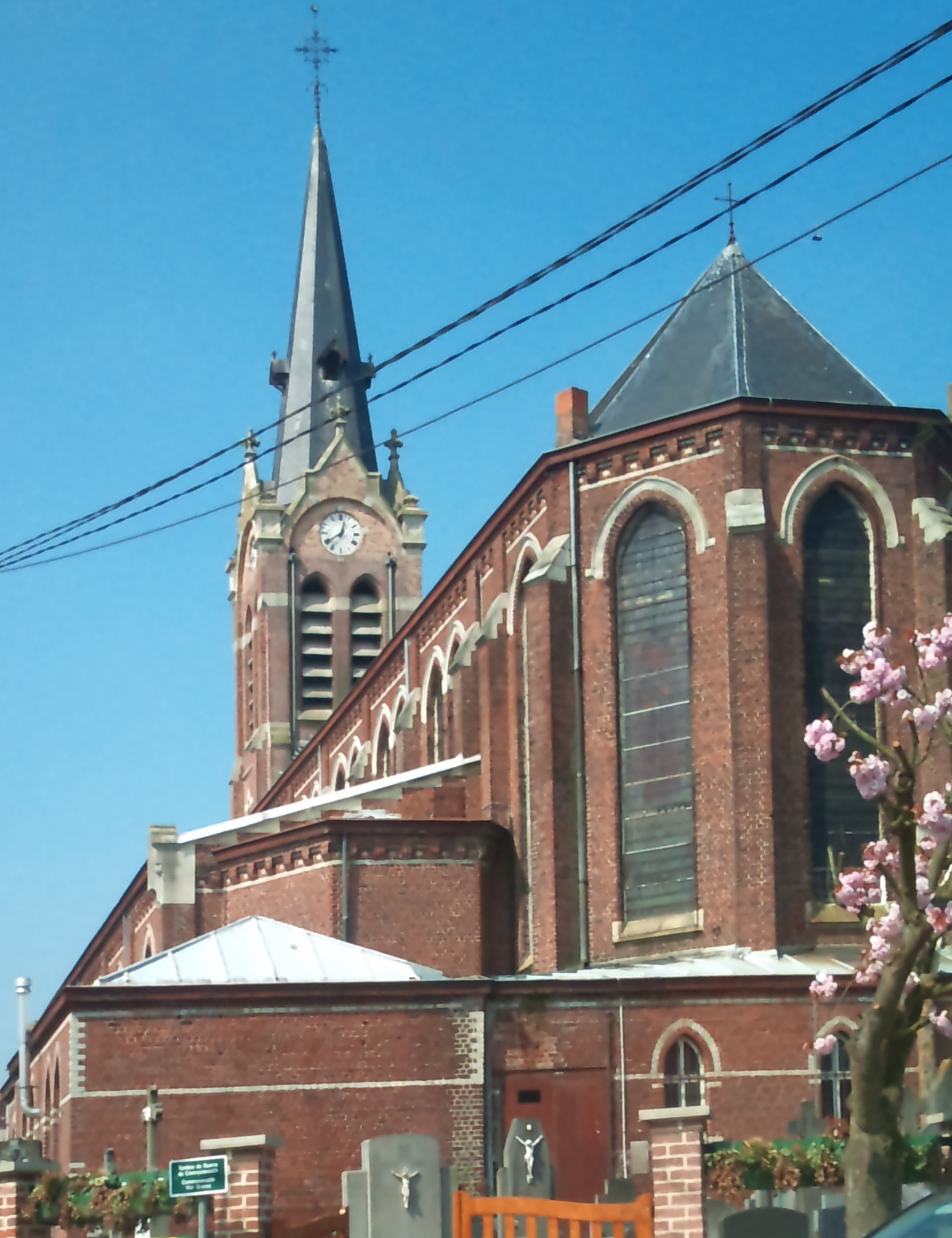
Église Saint-Omer
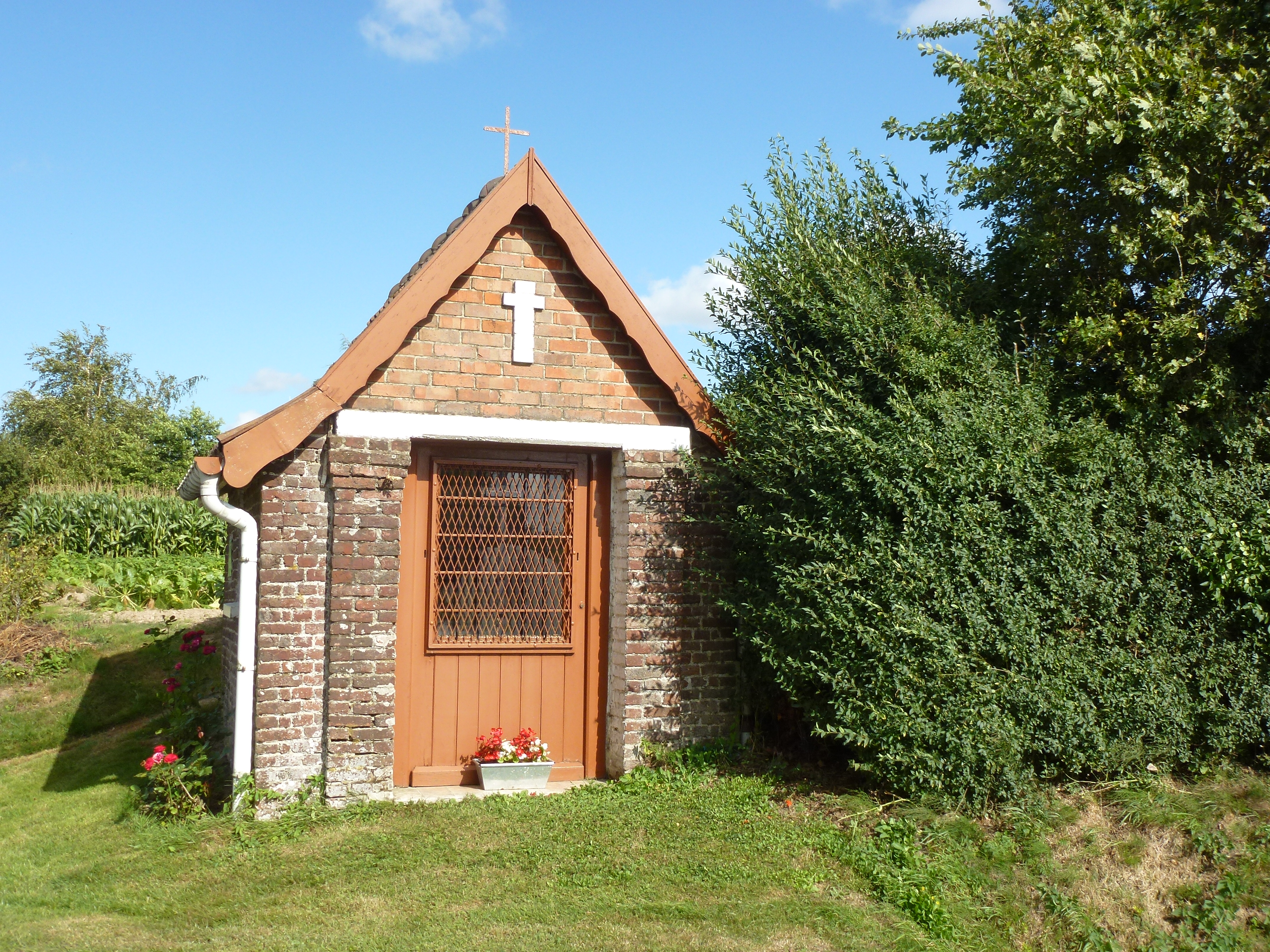
Oratoire
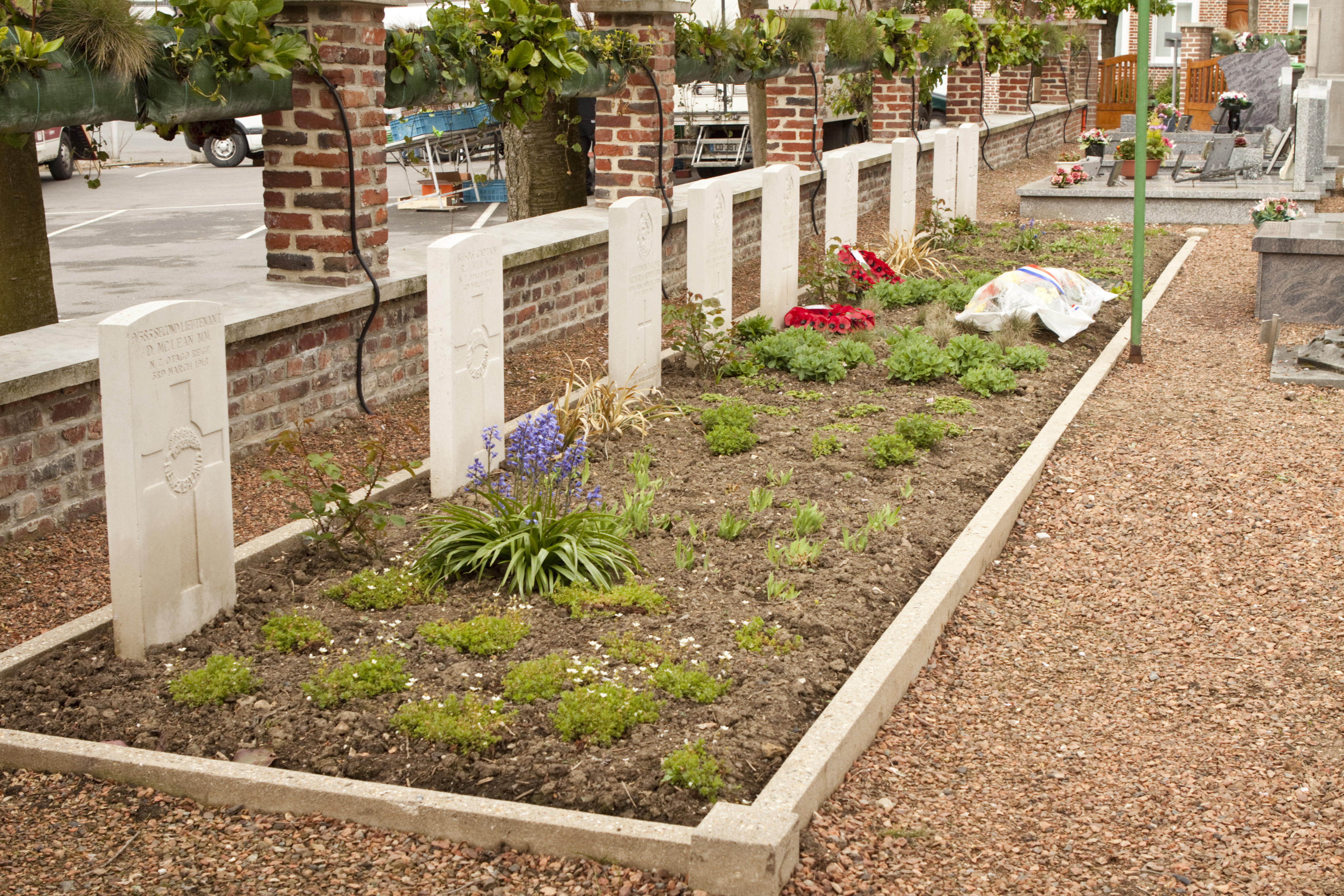
Tombes militaires dans le cimetière
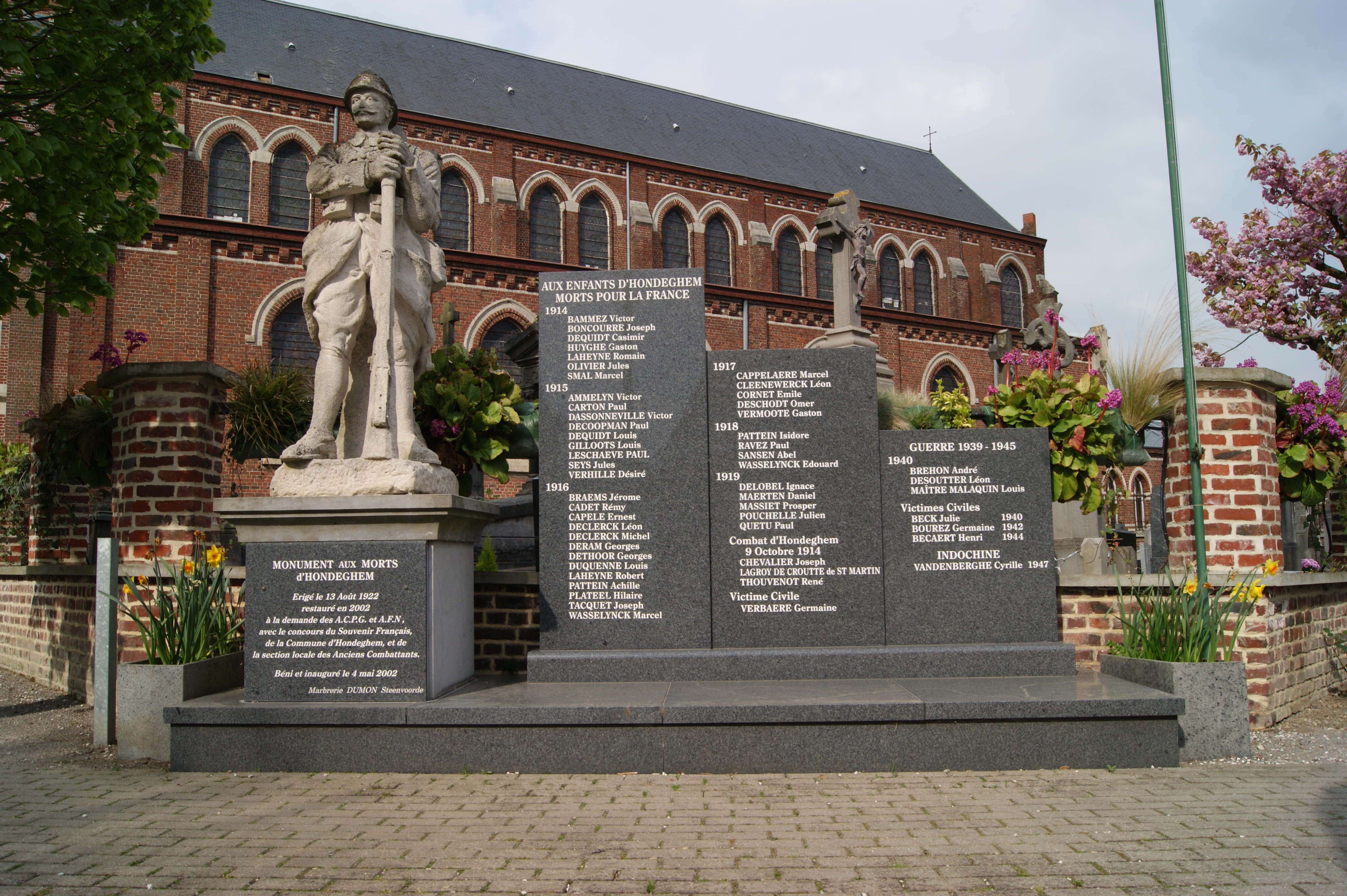
Monument aux morts
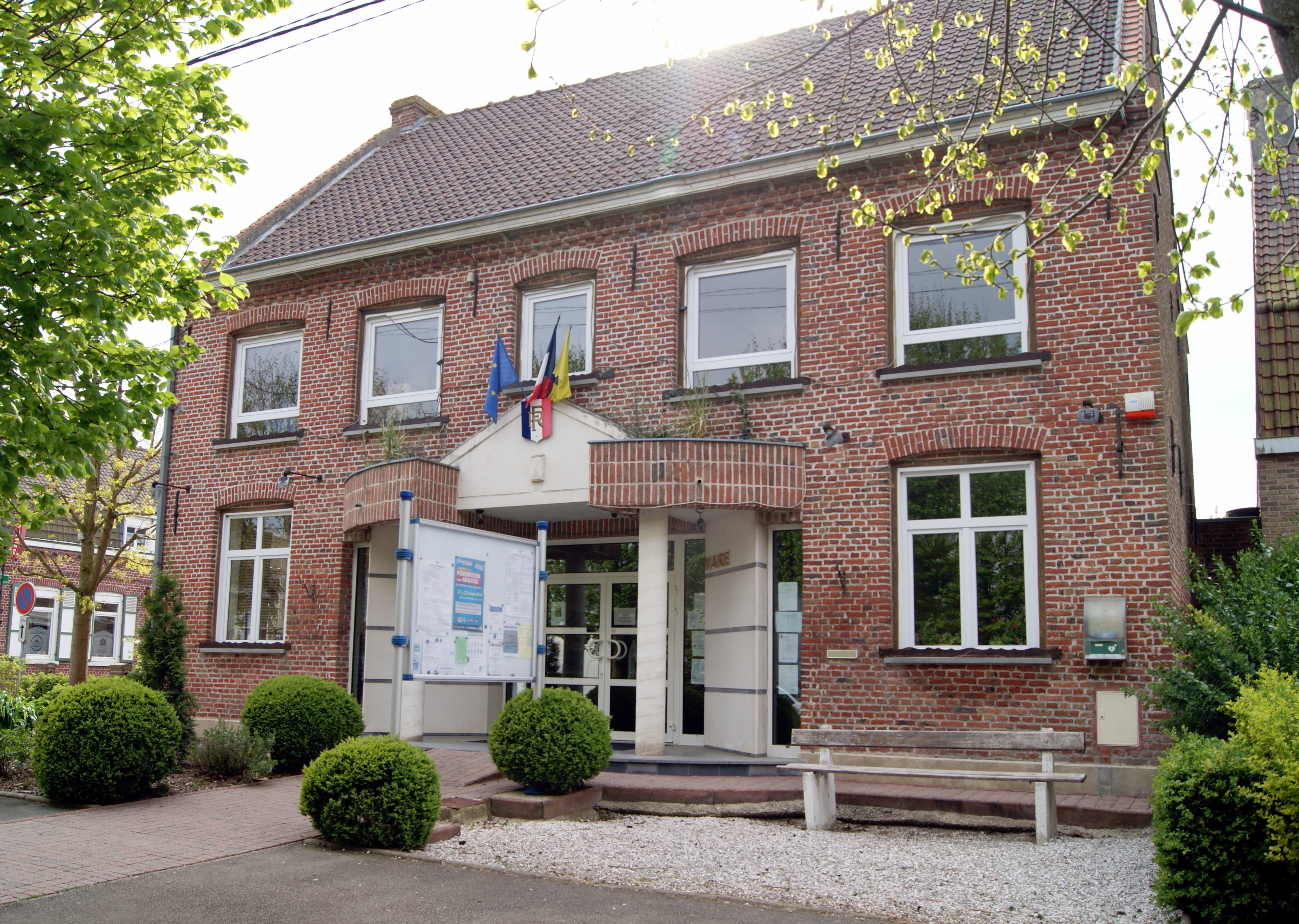
Mairie
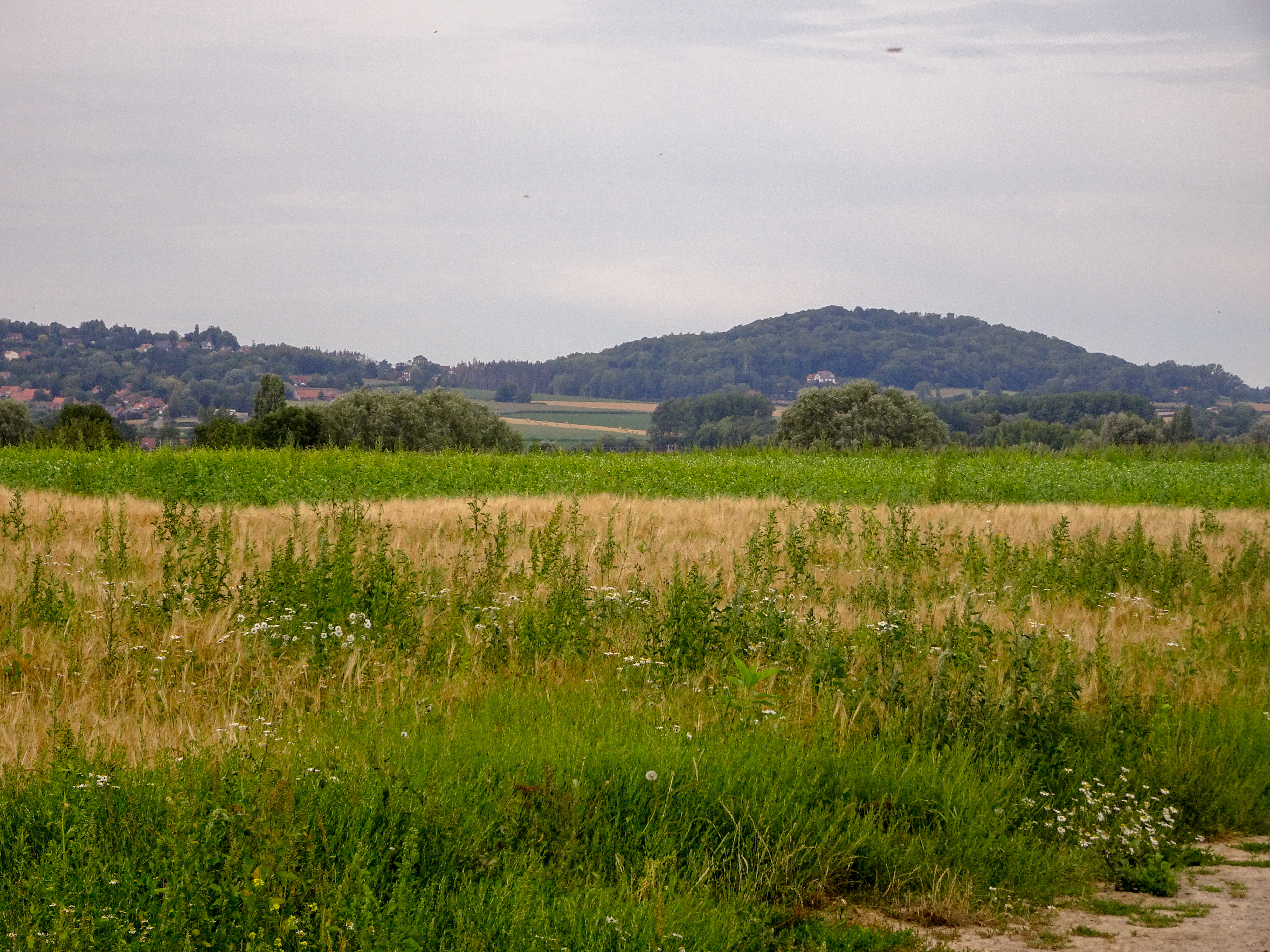
Mont des Récollets vu depuis Hondeghem

### Personnalités liées à la commune
- Erlebalde ou Herlibalde, grand bailli d'Ypres, issu de la famille de Quienville (Hondeghem) possède, le 1er mars 1200, avec Baudouin VI de Hainaut et son épouse Marie de Champagne les premières de la Halle de la Ville d'Ypres[52].
- Testard de Hondeghem, 1328 noble de la Flandre sous le comte Loups, dit de Crécy[53].
- Philippe de Hondeghem, gouverneur de Cassel en 1256[54].
- François-Eugène Luchier, né le 20 août 1795 à Hondeghem, instituteur public durant 48 ans 10 mois 15 jours. L'empereur Napoléon lui accorde le 10 juillet 1867 liquidation de pensions civiles pour 4386 francs[55]

## Pour approfondir